# أنطون فيرليغ
أنطونيوس فيلهلموس فيرليغ (29 مارس 1896 - 12 مارس 1960) ، المعروف باسم أنطون فيرليغ، هو لاعب كرة قدم هولنديًا ومسؤولًا اشتهر بارتباطه مع نادي ناك بريدا، الذي تم تسمية ملعب رات فيرليغ على إسمه. كان أنطون فيرليج لاعبًا ومدربًا ومحررًا وسكرتيرًا وعضوًا في مجلس الإدارة ونائبًا لرئيس مجلس الإدارة ورئيسًا شرفًا في نادي ناك بريدا.  كما شغل أيضًا العديد من المناصب الهامة في الاتحاد الملكي الهولندي لكرة القدم وكان يعتبر أحد رموز كرة القدم في هولندا حتى الخمسينيات من القرن الماضي. 